# Ryan Choi
Ryan Choi (n. 9 octombrie 1997) este un scrimer ce a reprezentat Hong Kong, medaliat olimpic. A participat la o ediție a Jocurilor Olimpice (2020) în care a câștigat o medalie de aur.